# Шенандоа Фармс (Вирџинија)
Шенандоа Фармс (енгл. Shenandoah Farms) насељено је место без административног статуса у америчкој савезној држави Вирџинија.

## Демографија
По попису из 2010. године број становника је 3.033.
| Група             | 2000.    | 2010.         |
| Белци             | 0 (0,0%) | 2.831 (93,3%) |
| Афроамериканци    | 0 (0,0%) | 53 (1,7%)     |
| Азијати           | 0 (0,0%) | 17 (0,6%)     |
| Хиспаноамериканци | 0 (0,0%) | 66 (2,2%)     |
| Укупно            | 0        | 3.033         |